# Ашмарин, Станислав Николаевич
Станисла́в Никола́евич Ашма́рин (27 июля 1937, Харьков, УССР, СССР — 25 января 2024, Лесной, Свердловская область, Россия) — советский и российский художник-карикатурист, врач-гигиенист. Почётный член Союза карикатуристов Азербайджана.

## Биография
Родился в Харькове, в семье военного. Среднюю школу окончил в Баку.
В 1962 году окончил санитарно-гигиенический факультет Азербайджанского медицинского института. По распределению поехал в Казахстан, где до 1969 года работал врачом-гигиенистом в Целинограде и Степногорске. Затем два года учился в клинической ординатуре в Ленинграде.
С 1971 года жил в закрытом городе Лесной (Свердловск-45) и работал в ЦМСЧ-91 ФМБА России.
Скончался 25 января 2024 года на 87-м году жизни. Похоронен на Старом кладбище Лесного.

## Творчество
Рисовать начал в школе. В Баку посещал художественную студию. Первая публикация карикатуры появилась в 1962 году в газете «Молодёжь Азербайджана».
В 1963—1969 годах — внештатный художник газеты «Молодой целинник» (Целиноград).
С 1965 года публиковался в центральных изданиях: в журналах «Смена», «Крокодил», «Советский Союз», в календарях Политиздата, газетах «Известия», «Неделя», «Советская культура», «Комсомольская правда» и др.
Живя на Среднем Урале, сотрудничал с журналом «Уральский следопыт», газетой «На смену!». Персональные выставки Станислава Ашмарина регулярно проходили в отделе искусств Центральной городской библиотеки им. П. П. Бажова (создатель и руководитель отдела — О. К. Карякина) и Музейно-выставочном комплексе города Лесного.
Станислав Ашмарин обладал ярко выраженной собственной манерой рисования, благодаря чему его рисунки не спутаешь ни с какими другими. В творчестве карикатуриста отсутствовал «чёрный» юмор, а сатира — мягкая, порой даже весёлая.

### Признание
В 1980-е и до середины 90-х годов становился лауреатом конкурсов газеты «Советская культура», журнала «Советское кино», одесского фестиваля «Юморина».
В 2000-х работы С. Ашмарина включались во многие зарубежные каталоги (Австрия, Бельгия, Испания, Португалия, Польша, Греция, Сербия и др.).
В апреле 2006-го на Второй международной выставке карикатуры в Екатеринбурге получил неформальное звание  патриарха  российской карикатуры. В октябре того же года получил предложение войти в состав международного комитета экспертов-карикатуристов (Миннеаполис, США). В 2007-м — член международного жюри в Польше.
Лауреат многочисленных международных конкурсов (Россия, Тайвань, Корея, Франция, Польша, Китай, Италия, Бразилия, Великобритания, Азербайджан и др.).
Многократный лауреат премии «Успех года» Главы ГО «город Лесной».
Почётный член Союза карикатуристов Азербайджана (2008).
В 2011 году на Свердловском областном телевидении, при поддержке консульства Республики Азербайджан в Екатеринбурге, вышел выпуск еженедельной информационной программы «Дорога в Азербайджан», посвящённый Станиславу Ашмарину.

## Семья
Дочь — Яна Ашмарина (1963—2015), художник-иллюстратор.

### Книги
- Ашмарин С. «Вы — здесь» (сборник карикатур). Лесной, 1997.
- Ашмарин С. Баку в нашей памяти (воспоминания). Лесной, 2015. — 169 с.

### Статьи
- Воспоминания Станислава Николаевича Ашмарина, бывшего в течение 26 лет заведующим промышленно-санитарной лабораторией СЭС № 91 // Медицина экстремальных ситуаций. — 2014. — вып. 3. — С. 93-96